# Sint-Johannes Geboortekerk (De Kwakel)
De Sint-Johannes Geboortekerk was een rooms-katholieke kerk in De Kwakel.
De kerk werd in 1874 gebouwd ter vervanging van een kleiner gebouw uit 1844. Architect Evert Margry ontwierp een driebeukige kruiskerk in neogotische stijl. Boven de westelijke ingang stond een grote toren.
In 1943 werd de kerk gerestaureerd, maar in 1958 bleek de toren alweer zo gammel dat hij een gevaar voor de omgeving vormde en de spits moest worden verwijderd. De Johannes Geboortekerk bleef nog tien jaar zonder torenspits staan en werd toen helemaal afgebroken. In 1968 werd een nieuwe en kleinere kerk gebouwd naar een ontwerp van J. de Groot.

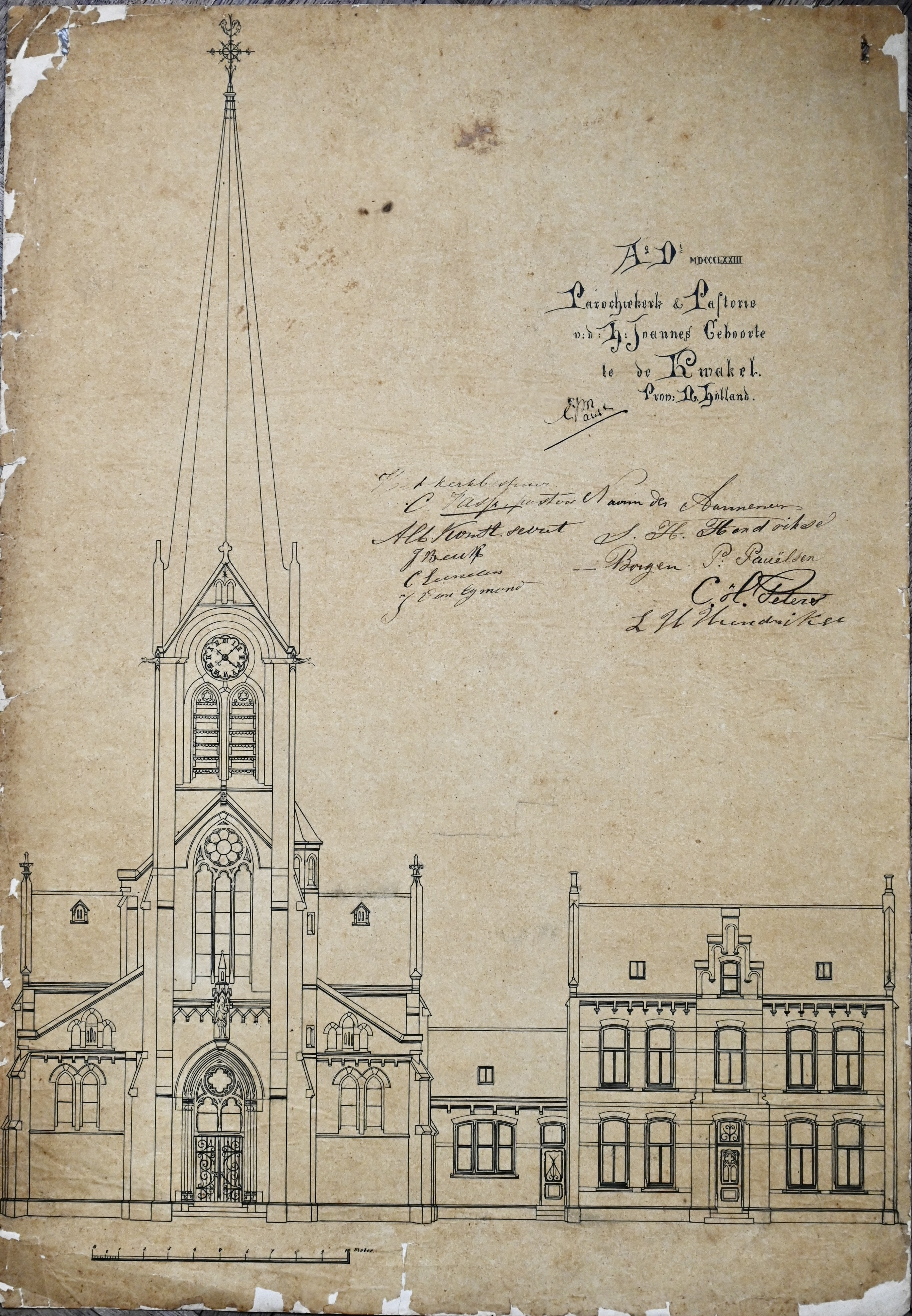
Bouwtekening R.K. kerk met pastorie in De Kwakel, 1874.